# Hermione Baddeley
Hermione Youlanda Ruby Clinton-Baddeley (Broseley, Shropshire, 13 november 1906 - Los Angeles, Californië, 19 augustus 1986), bekend als Hermione Baddeley, was een Brits theater-, televisie- en filmactrice. Ze is het meest bekend van haar rol Ellen in de film Mary Poppins. 

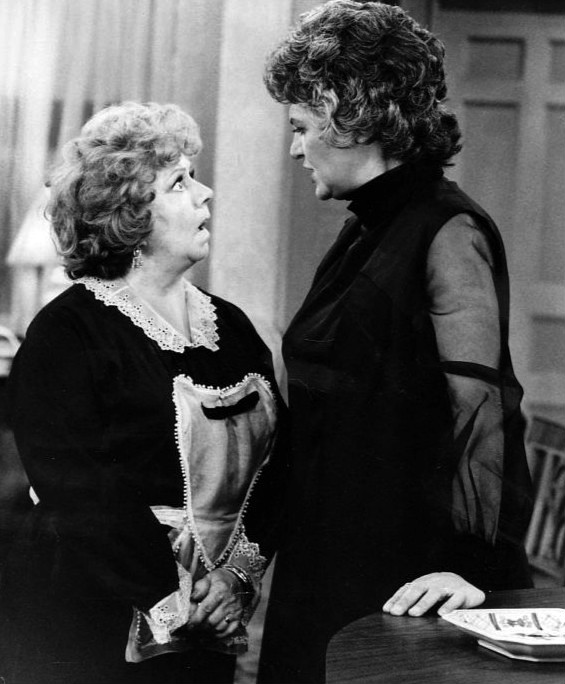
Baddeley (links) als Mrs. Naugatuck in Maude

## Carrière
Nadat ze haar carrière begon in het theater speelde ze ook in meerdere films, vaak in een bijrol. In 1959 speelde ze in Room at the Top de rol van Elspeth, beste vriendin van het personage van hoofdrolspeelster Simone Signoret. Hoewel ze slechts 2 minuten en 19 seconden in beeld was werd ze genomineerd voor zowel een BAFTA als een Oscar. Haar rol is zelfs de kortste die ooit voor een Oscar genomineerd werd. 
In 1963 werd ze genomineerd voor een Tony Award voor het stuk The Milk Train Doesn't Stop Here Anymore. Een jaar later speelde ze de rol van huishoudster Ellen in Mary Poppins. Gezien het succes van de film, haar meest bekende rol. 
In de jaren zeventig speelde ze voornamelijk gastrollen in series als The Love Boat en Little House on the Prairie. Ze deed ook stemmenwerk voor animatiefilms zoals De Aristokatten (1970) en The Secret of NIMH (1982). Van 1974 tot 1977 speelde ze ook de bijrol Mrs. Nell Naugatuck in de serie Maude, waarvoor ze een Golden Globe won. 

## Privéleven
Baddeley trouwde in 1928 met David Tennant, eigenaar van de Gargoyle Club in Londen. Een jaar eerder hadden ze al een dochter Pauline (1927-2008), die later ook actrice werd. Ze kregen ook een zoon David. In 1937 ging het koppel uit elkaar. 
In 1940 trouwde ze met majoor John Henry. Dat huwelijk liep in 1946 op de klippen. Ze had een korte romance met de 22 jaar jongere acteur Laurence Harvey. Hij vroeg haar ten huwelijk, maar zij vond het leeftijdsverschil toch te groot. 
Ze was toegewijd aan dieren en droeg haar autobiografie The Unsinkable Hermione Baddeley op aan haar hond. Ze overleed op 19 augustus 1986 na een beroerte.
Haar oudere zuster Angela Baddeley was ook een bekende actrice.

## Prijzen
| Jaar | Prijs         | Categorie                            | Titel           | Resultaat   |
| ---- | ------------- | ------------------------------------ | --------------- | ----------- |
| 1959 | BAFTA Award   | Beste Britse actrice                 | Room at the Top | Genomineerd |
| 1960 | Academy Award | Beste vrouwelijke bijrol             | Room at the Top | Genomineerd |
| 1976 | Golden Globe  | Beste vrouwelijke bijrol - televisie | Maude           | Gewonnen    |